# Mleczajowiec smaczny

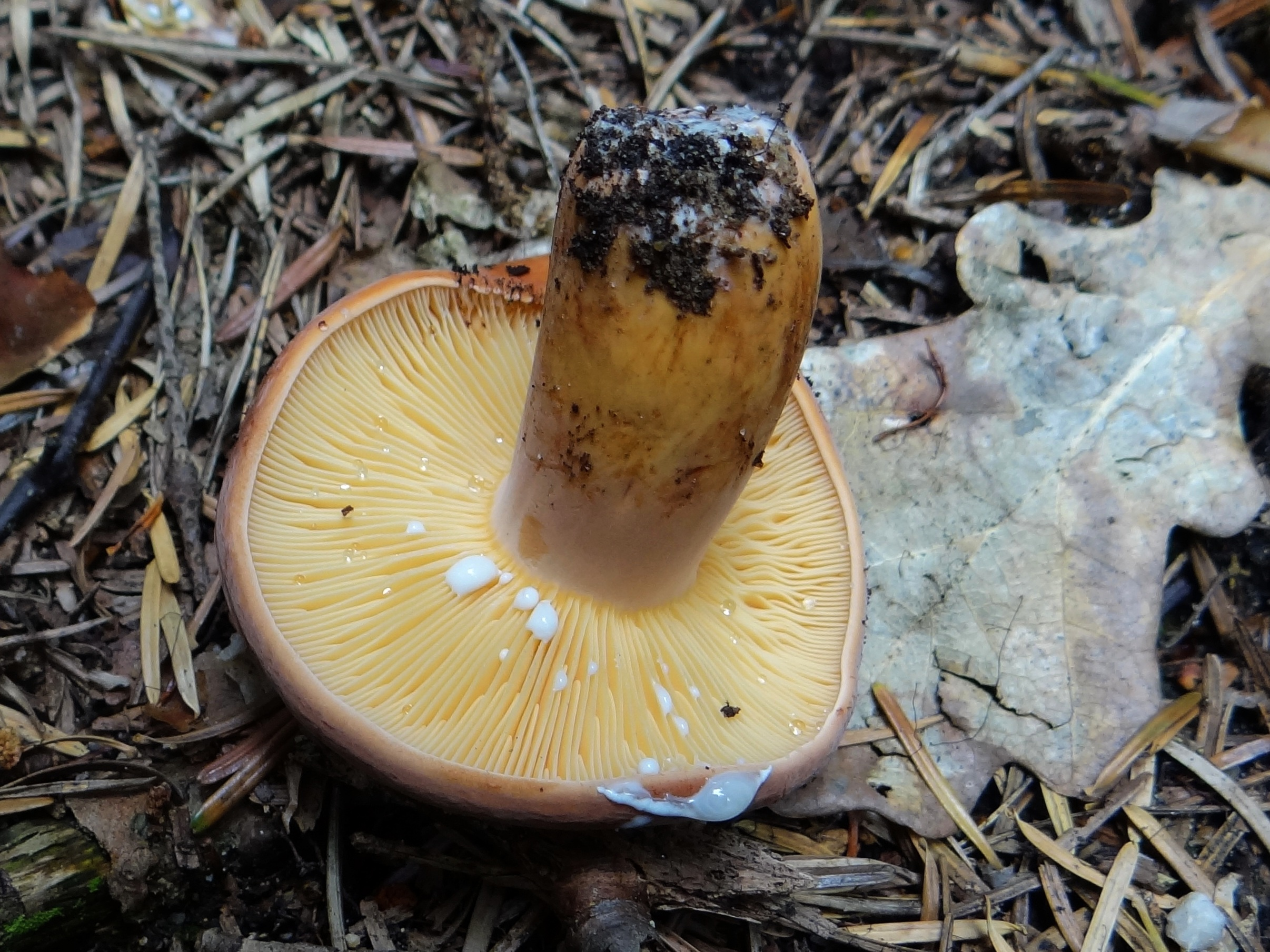
Z uszkodzonych blaszek obficie wydziela się mleczko

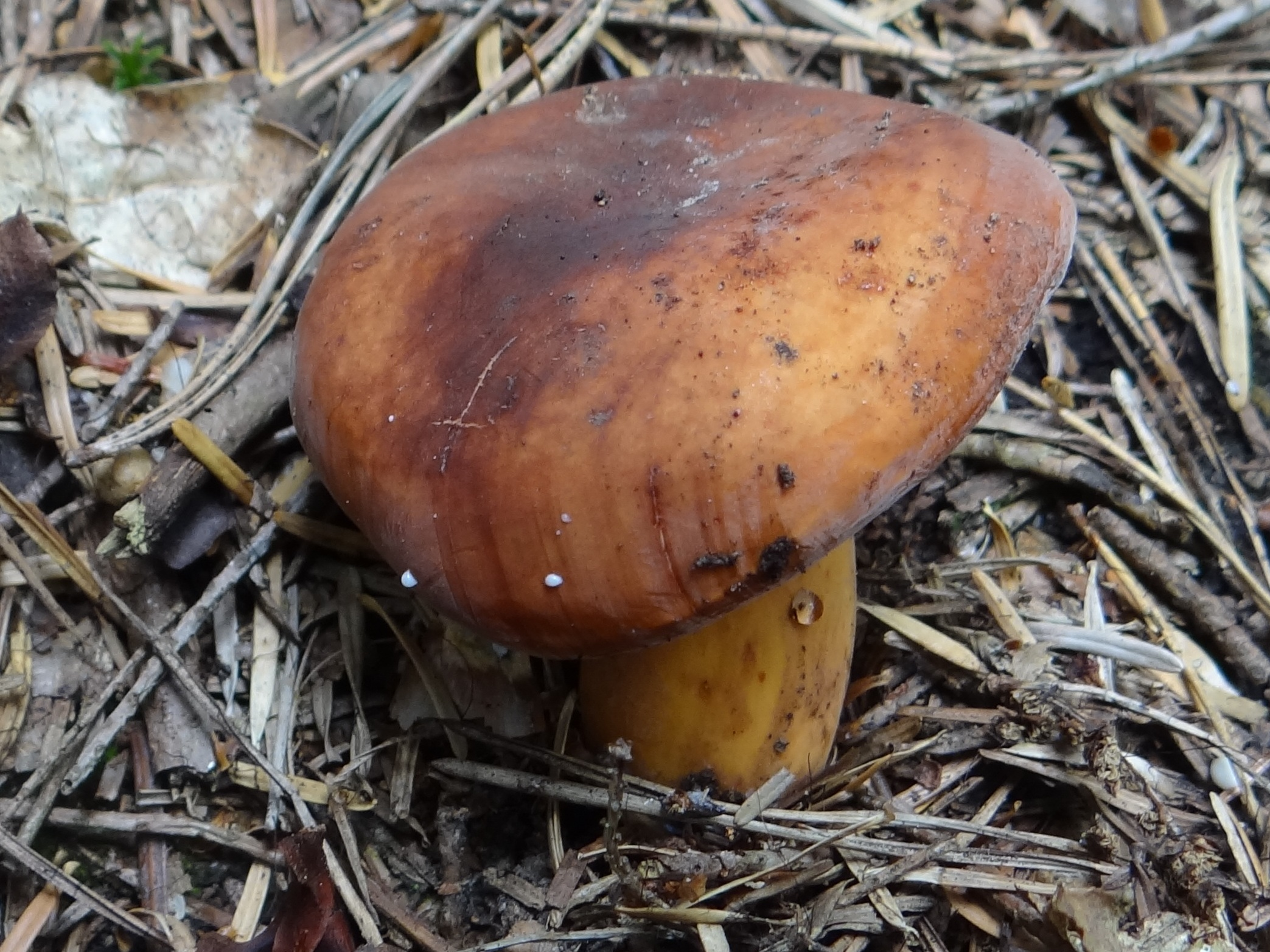

Mleczajowiec smaczny (Lactifluus volemus (Fr.) Kuntze., mleczaj smaczny) – gatunek grzybów należący do rodziny gołąbkowatych (Russulaceae).

## Systematyka i nazewnictwo
Pozycja w klasyfikacji według Index Fungorum: Lactifluus, Russulaceae, Russulales, Incertae sedis, Agaricomycetes, Agaricomycotina, Basidiomycota, Fungi.
Po raz pierwszy takson ten zdiagnozował w 1821 r. Elias Fries nadając mu nazwę Agaricus volemus. Następnie w 1838 roku ten sam autor przeniósł go do rodzaju Lactarius. Obecną, uznaną przez Index Fungorum nazwę, nadał w 1891 roku Otto Kuntze, przenosząc takson do rodzaju Lactifluus.
Niektóre synonimy naukowe:

- Agaricus ichoratus Batsch 1786
- Agaricus lactifluus L. 1753
- Agaricus oedematopus Scop. 1772
- Agaricus volemus Fr. 1821
- Agaricus volemus Fr. 1821 var. volemus
- Galorrheus camphoratus (Bull.) P. Kumm. 1871
- Galorrheus ichoratus (Batsch) P. Kumm. 1871
- Galorrheus volemus (Fr.) P. Kumm. 1871
- Lactarius ichoratus (Batsch) Fr. 1838
- Lactarius lactifluus (L.) Quél. 1886
- Lactarius lactifluus (L.) Burl. 1908
- Lactarius oedematopus (Scop.) Fr. 1838
- Lactarius volemus subsp. oedematopus (Fr.) Sacc. 1897
- Lactarius volemus var. oedematopus (Fr.) Fr. 1838
- Lactarius volemus var. subrugatus Neuhoff 1956
- Lactifluus ichoratus (Batsch) Kuntze 1891
- Lactifluus oedematopus (Scop.) Kuntze 1891
- Lactarius volemus (Fr.) Fr. 1838

Nazwę polską mleczaj smaczny nadał Franciszek Błoński w 1890 r. W polskim piśmiennictwie mykologicznym gatunek ten opisywany był też pod nazwami: rydz czerwony i rydz smaczny. Po przeniesieniu taksonu do rodzaju Lactifluus, wszystkie te nazwy stały się niespójne z uznaną przez Index Fungorum nazwą naukową. W 2021 r. Komisja ds. Polskiego Nazewnictwa Grzybów Polskiego Towarzystwa Mykologicznego, zarekomendowała używanie dla tego gatunku nazwy „mleczajowiec smaczny”.
Ma wiele nazw ludowych: mleczaj krówka, krówka, mlecz, mleczak, mlecznik, mleczan, mleczarka, rydz czerwony, rydz smaczny.
Opisany przez Alinę Skirgiełło jako odrębny gatunek mleczaj matowy (Lactarius ichoratus Fr.) jest według Index Fungorum synonimem mleczaja smacznego (Lactarius volemus).

## Morfologia
Kapelusz
Średnica 5–15 cm, za młodu wypukły z lekko podwiniętymi brzegami, później prawie płaski z wgnieceniem pośrodku, wreszcie płytko wklęsły. Brzegi początkowo podwinięte, później podgięte, w końcu wyprostowane. Garbka brak. Powierzchnia gładka, bez prążkowań, barwy rudopomarańczowej, żółtorudej, pomarańczowobrązowej.
Blaszki
Dość gęste, przyrośnięto-zbiegające. Początkowo są białe, później jasnożółtawe i jasnoochrowe. Po uszkodzeniu zmieniają barwę na rdzawobrązową.
Trzon
Wysokość 6–12 cm, grubość 1–3,5 cm, cylindryczny, pełny, gładki, nagi. Jest znacznie jaśniejszy od kapelusza, zazwyczaj ma barwę pomarańczowożółtawą.
Miąższ
Jędrny, u młodych okazów białawy, u starszych jasnożółty do jasnoochrowego. Ma dość silny zapach przypominający zapachem śledzie.
Mleczko
Mleczko bardzo obfite, białe, nie zmieniające barwy na powietrzu. W smaku jest łagodne, zostawia jednak gorzki posmak.
Cechy mikroskopowe
Wysyp zarodników jasnokremowy. Zarodniki prawie kuliste, lekko kolczaste i usiatkowane. Rozmiar: 8–10 × 8–9,5 µm. Licznie występują wrzecionowate cheilocystydy i pleurocystydy o rozmiarach 60–100 × 8–12 µm.

## Występowanie i siedlisko
Występuje w Ameryce Północnej, Europie, Chinach, Korei, Japonii, Maroku w Afryce Północnej oraz w Australii. W Polsce jest pospolity.
Rośnie na ziemi, zarówno w lasach liściastych, jak i iglastych, szczególnie pod bukami, dębami, grabami, osikami, świerkami, sosnami. Owocniki wytwarza od czerwca do października.
.

## Znaczenie
Grzyb mikoryzowy. Grzyb jadalny. Można jeść na surowo, lekko posolony lub smażony na maśle z kminkiem. Ma charakterystyczny smak, który nie wszystkim pasuje, jednak przez niektórych uważany jest za wyborny. W atlasie niemieckim z 1896 jest notka, że można go jeść na surowo. Pod tym względem mleczaj smaczny jest wyjątkiem wśród grzybów, które z reguły można jeść dopiero po obróbce termicznej. W Polsce jednak przeważnie nie jest przez grzybiarzy zbierany.

## Gatunki podobne
Jest wiele podobnych gatunków pomarańczowych mleczajów, które zewnętrznie są trudne do odróżnienia, np. mleczaj bukowy (Lactarius subdulcis), mleczaj pomarańczowy (Lactarius aurantiacus). Najpewniejszą cechą umożliwiającą odróżnienie mleczaja smacznego jest mleczko, które w odróżnieniu od innych mleczajów nie jest piekące i gorzkie. Jest łatwy do rozpoznania także dzięki jednolicie, rudopomarańczowo ubarwionemu kapeluszowi.